# Tommaso di Maria Allery Monterosato
Tommaso di Maria Allery Monterosato est un malacologiste italien, né le 27 juin 1841 à Palerme et mort le 1er mars 1927 à Palerme.

## Biographie
Il est devenu un éminent spécialiste des mollusques de la Méditerranée, apprécié par les étudiants en malacologie du monde entier.
Compte tenu de sa réticence à la recherche sur le terrain, il a recueilli une quantité considérable de spécimens à étudier, en collaboration avec d'autres chercheurs. Au cours de ses nombreux voyages en Italie et à l'étranger, il a gardé de nombreux contacts avec de célèbres malacologues .
Sa production scientifique était d'une importance considérable. Il a décrit de nombreuses nouvelles espèces, a énuméré les coquilles de la Méditerranée et a étudié les gisements de fossiles du Mont Pellegrino.
Une partie de ses collections se situe au Musée des Sciences de Laval.